# Basil Kenyon
Pour les articles homonymes, voir Kenyon.
Pas d'image ? Cliquez ici

a Compétitions nationales et continentales officielles uniquement.

b Matchs officiels uniquement.
Basil James Kenyon, né le 19 mai 1918 à Umtata et mort le 9 mai 1996 à Plettenberg Bay, est un ancien joueur de rugby international sud-africain. Il évolue au poste de troisième ligne aile. Il est également entraîneur de l'Afrique du Sud contre les Français dans une série historique pour les Bleus. 

## Carrière
Il dispute son premier test match comme capitaine le 17 septembre 1949 contre les All Blacks dans une série historique pour les Springboks. Ils remportent les quatre test matchs disputés contre les Néo-zélandais. Basil Kenyon a déjà trente-et-un ans lors de sa première cape, les Springboks ne disputent aucun match international de 1938 à 1949 en raison de la Seconde guerre mondiale privant toute une génération de vécu international.
Il joue en province avec le Border.
Les Springboks perdent une série en Nouvelle-Zélande en 1956 (trois défaites pour une victoire) et Danie Craven perd son poste d'entraîneur. Basil Kenyon devient le nouveau responsable sportif, les sélectionneurs changent six joueurs pour la réception de la France. Le résultat de la série conduit le staff sud-africain à changer nombre de joueurs, et Basil Kenyon cesse d'être entraîneur.
Un stade de rugby à XV porte son nom, le Basil Kenyon Stadium, qui a accueilli des matchs de la Coupe du monde de rugby à XV 1995.

## Palmarès
- 1 sélection
- Sélection par saison : 1 en 1949[1].